# Renkajoki
La rivière Renkajoki (finnois : Renkajoki) est une rivière s'écoulant de Hattula à Janakkala  en Finlande.

## Géographie
La rivière Renkajoki s'écoule dans le Kanta-Häme du lac Renkajärvi a Hattula au lac Haapajärvi à  Janakkala via Renko à Hämeenlinna.
En raison de la nature particulière de la rivière Renkajoki, des lacs et étangs peuvent être mentionnés en relation avec elle.
Dans la zone de Myllykylä, les affluents Kekolammi et Veittijärvi se jettent dans la rivière.
À côté de Myllyjärvi, il y a aussi Kortejärvet, Saikko, Pieru et Sammakkolammi, dont l'emplacement sur la ligne des esker les relient à la Renkajoki.